# 러요시 마자르
러요시 마자르(Lajos Magyar, 러시아어: Людвиг Игнатьевич Мадьяр, 1891년 11월 25일 헝가리 쇼모지주 ~ 1940년 7월 17일 소련)는 헝가리의 공산주의 언론인이자 중국학자이다. 헝가리 평의회 공화국에서 활동했으나 호르티 미클로시 정권에서 투옥되었다. 1922년 포로 교환으로 소련에 들어와 코민테른과 프라우다에서 일했다. 1929년부터 1934년까지 코민테른 집행위원회 동양비서부 부국장으로 근무했다.
마자르는 1934년 세르게이 키로프 암살 연루자로 체포되어 굴라크에 보내져 옥사했다. 1940년 7월 17일 사망한 것으로 추정된다.